# Aimé Guérin
Aimé Guérin (1832 à La Prairie dans la province de Québec au Canada - 1909) est un draveur qui faisait descendre jusqu'à 30 radeaux de bois par été sur les cages ou trains de bois de l'Outaouais jusqu’au port de Québec pour le compte de la Calvin Company de Garden Island (en face de Kingston).
Son habileté à descendre les rapides du Sault Saint-Louis et sa force de caractère lui valurent d’occuper le poste de contremaître, de 1875 jusqu’à son décès en 1909, à l’âge de 77 ans. On le surnommait Le Vieux Prince, le prince des cageux, et il est le cageux le plus expérimenté et le plus respecté de son ère.
Il descendit les rivières pendant près de 56 ans